# Xenobiston cinnamomearia
Xenobiston cinnamomearia là một loài bướm đêm trong họ Geometridae.